# نورمان هاردينغ
نورمان هاردينغ (19 مارس 1916 في المملكة المتحدة - 25 سبتمبر 1947)  (بالإنجليزية: Norman Harding)‏ هو لاعب كريكت بريطاني وبريطاني (وحمل سابقاً جنسية المملكة المتحدة لبريطانيا العظمى وأيرلندا). لعب مع Kent County Cricket Club ‏ وBerkshire County Cricket Club ‏.

## وصلات خارجية
- نورمان هاردينغ على موقع إي آس بي آن كريك إنفو (الإنجليزية)